# Friedhof der St.-Matthias-Gemeinde (Berlin-Tempelhof)

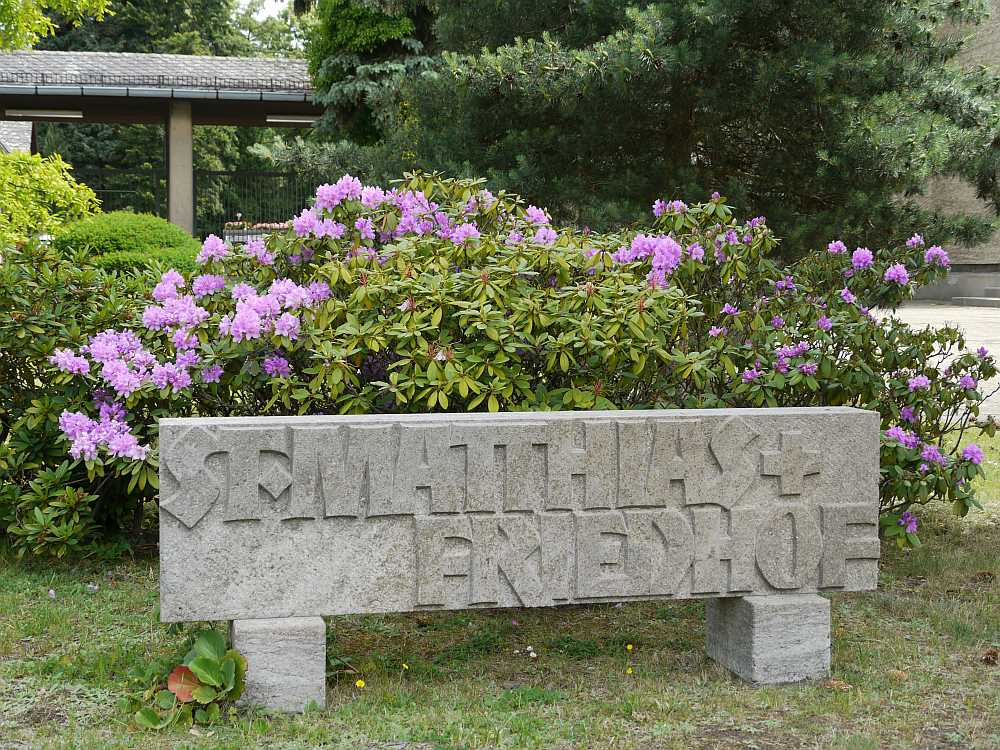
Eingangstafel vor dem Sankt-Matthias-Friedhof

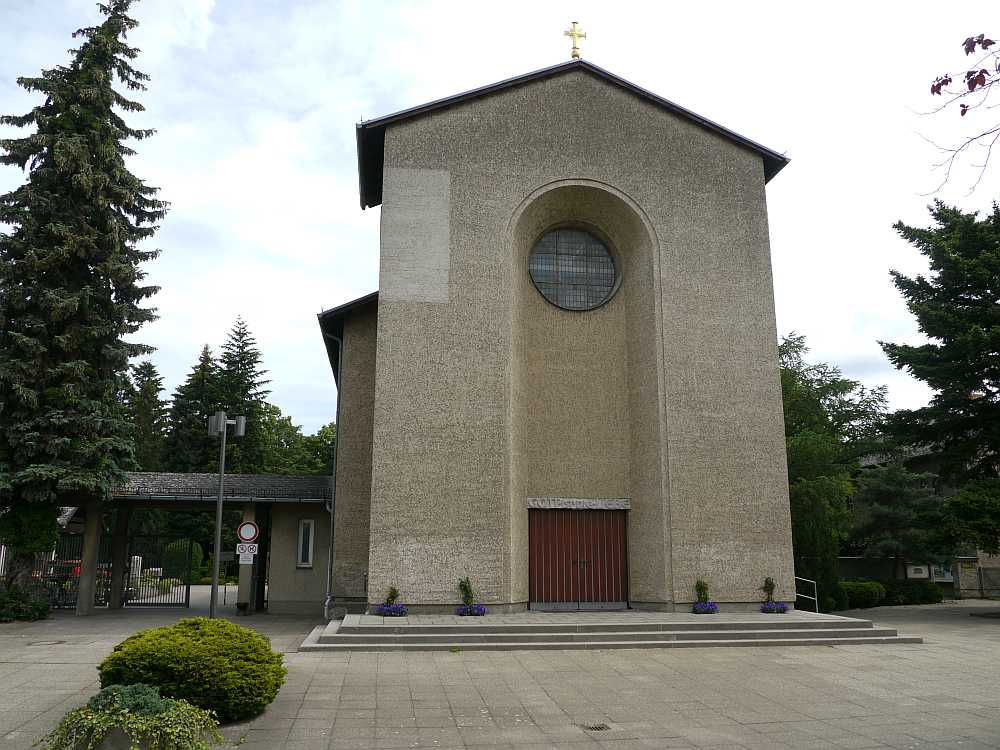
Sankt-Fidelis-Kirche am Eingang des Sankt-Matthias-Friedhofs

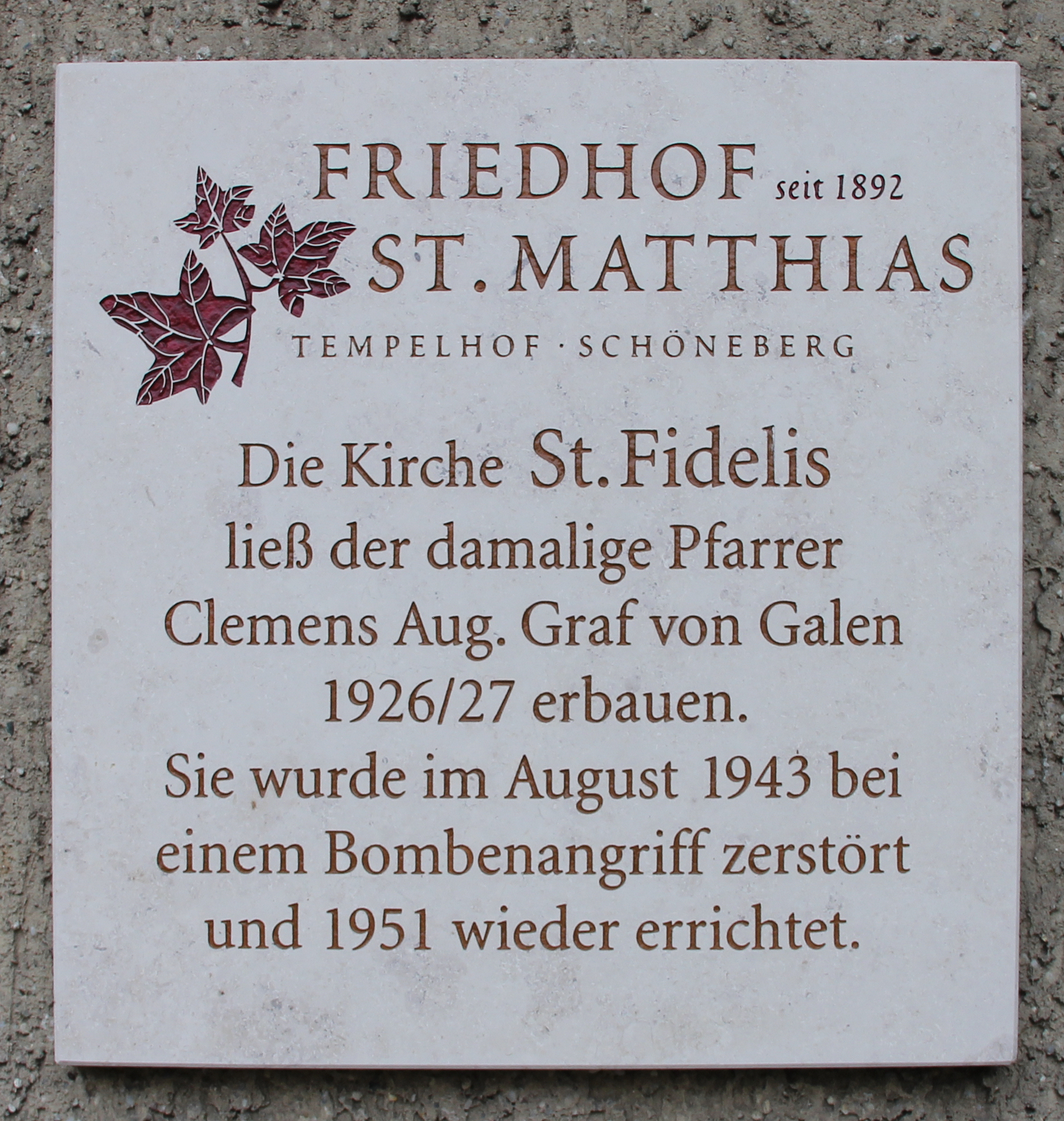
Gedenktafel an der Kirche Sankt Fidelis

Der katholische St.-Matthias-Friedhof der Schöneberger Gemeinde St. Matthias liegt an der Röblingstraße 87–117 im Ortsteil Tempelhof des heutigen Berliner Bezirks Tempelhof-Schöneberg. Er wurde 1892 auf einem Gebiet angelegt, das zur Gemeinde Mariendorf gehörte, 1920 aber an Tempelhof abgetreten wurde. Auf diesem Friedhof bestatteten insgesamt zwölf katholische Gemeinden.
Über den Friedhof verteilt finden sich einheitlich gestaltete Grabdenkmäler, die den Besucher an den Kreuzweg Jesu Christi erinnern. Sie werden nach Ablauf der Belegungsfristen nicht abgeräumt, sondern neu vermietet. Die Kreuzweg-Station Jesus wird in das Grab gelegt, derzeit belegt von der Familie Ernst, ist mit einem Relief von Wilhelm Haverkamp geschmückt, das sich in einer kleineren, kostengünstigeren Variante auch auf weiteren deutschen Friedhöfen erhalten hat.
Eine runde Friedhofskapelle mit Leichenhalle war 1913/1914 von dem Architekten Carl Kühn in der Mitte des Friedhofs geplant worden, die aber aufgrund des Ersten Weltkriegs nicht zur Ausführung gelangte. In den Jahren 1926 bis 1927 wurde dann auf Veranlassung des damaligen Pfarrers von Sankt Matthias, Clemens August Graf von Galen, die Kirche Sankt Fidelis am Friedhofseingang errichtet.

## Gräber bekannter Persönlichkeiten
(± = Ehrengrab des Landes Berlin)

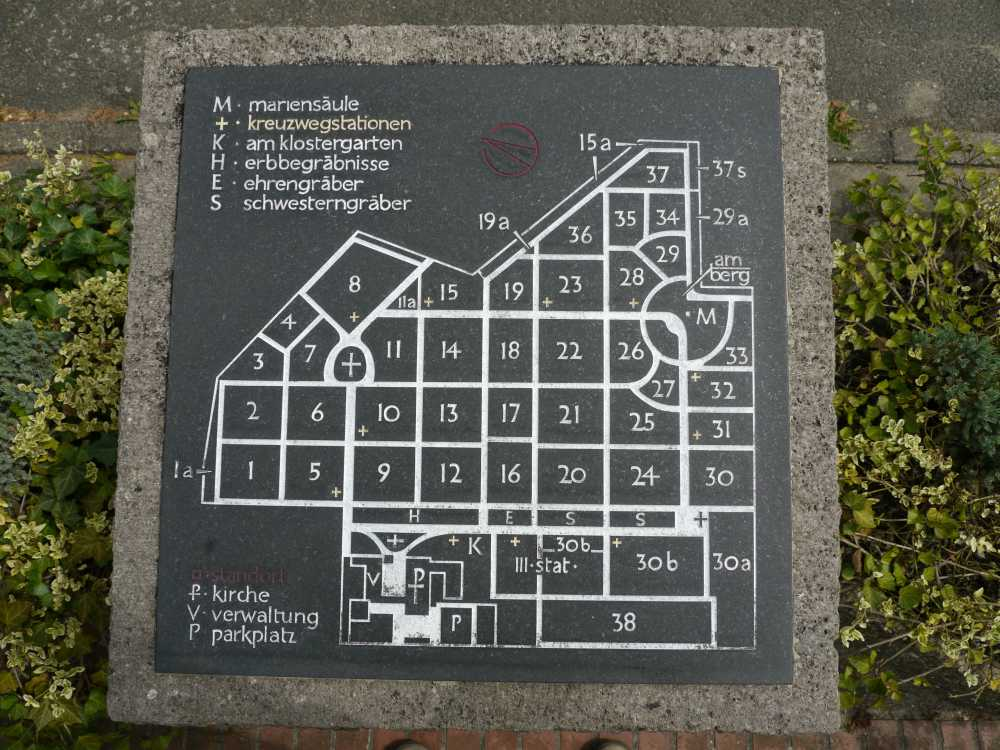
In Stein gemeißelter Lageplan am Eingang des Friedhofs

- Meta Alexander (1924–1999), Internistin
- ± Eduard Bernoth (1892–1972), Kommunalpolitiker, Stadtältester von Berlin 1963
- Maximilian Beyer (1872–1937), katholischer Theologe
- Bernhard Blaszkiewitz (1954–2021), Biologe und Zoodirektor
- Joseph Breitkopf-Cosel (1866–1927), Bildhauer, mit eigener Skulptur Letzte Zuflucht
- Paul Corazolla (1930–2018), bildender Künstler mit dem Schwerpunkt Glasmalerei
- Werner Dolata (1927–2015), Politiker (CDU)
- ± Johanna Eck (1888–1979), versteckte Verfolgte im Nationalsozialismus
- Margarete Ehlert (1886–1962), Politikerin (Zentrum, CDU), Sozialfürsorgerin, Ministerialbeamtin (Grabmal nicht erhalten)
- Joachim C. Fest (1926–2006), Historiker und Publizist
- ± Johannes Fest (1889–1960), Kommunalpolitiker, Stadtältester von Berlin 1960
- ± Klaus Dieter Friedrich (1930–2003), Politiker, Stadtältester von Berlin 1998, Bürgermeister von Steglitz
- August Froehlich (1891–1942), katholischer Priester, Pfarrer, Widerstandskämpfer gegen den Nationalsozialismus und Märtyrer
- Dorothee Goebeler (1867–1945), Schriftstellerin, 35 Bücher
- ± Johann Baptist Gradl (1904–1988), Politiker, Ehrenbürger von Berlin
- Marianne Hapig (1894–1973), erste katholische Krankenhausfürsorgerin, Gegnerin der Nazi-Diktatur
- Peter Hille (1854–1904), Dichter
- Heinrich Hirtsiefer (1878–1941), Politiker (Zentrum), Minister für Volkswohlfahrt in Preußen und stellvertretender preußischer Ministerpräsident (1925–1932), (eingeebnet?)
- Hans von Hopfen (1835–1904), Schriftsteller (Grabmal nicht erhalten)
- Valentin Anton Kielinger (1901–1969), Jurist, Politiker
- Erich Klausener (1885–1934), Vorsitzender der Katholischen Aktion, im Zuge des Röhm-Putsches ermordet (Die Urne wurde am 4. Mai 1963 in die Kirche Maria Regina Martyrum überführt und in der Krypta beigesetzt.[2])
- Richard Knötel (1857–1914), Historienmaler (eingeebnet?)
- Heinrich Kreil (1885–1967), Gewerkschafter und Politiker (Zentrum, CDU)
- Wolfgang Kühne (1905–1969), Schauspieler, Regisseur, Übersetzer
- ± Johannes Müller (1905–1992), Politiker, Stadtältester von Berlin 1986
- Ernst Nolte (1923–2016), Historiker und Philosoph
- Emil Palm (1890–1963), Komponist
- Johannes Pinsk (1891–1957), katholischer Priester, Pfarrer von Mater Dolorosa
- Marianne Pünder (1898–1980), Dozentin und Direktorin an der Sozialen Frauenschule des Katholischen Deutschen Frauenbundes in Berlin, Gegnerin der Nazi-Diktatur
- Louis Schaurté (1851–1934), „Altmeister“ des Berliner Gaststättengewerbes
- Peter Schulze-Rohr (1926–2007), Regisseur und Drehbuchautor
- Reinhard Schwarz-Schilling (1904–1985), Komponist
- Engelbert Seibertz (1856–1929), Architekt der Schöneberger St. Matthias-Kirche (Grab eingeebnet)
- Margarete Sommer (1893–1965), Sozialarbeiterin, Gerechte unter den Völkern
- Peter Spahn (1846–1925), Politiker, Oberlandesgerichtsrat, Staatsminister
- Kurt Tetzeli von Rosador (1940–2009), Anglist, Übersetzer, Schriftsteller
- Carl Thiel (1862–1939), Kirchenmusiker
- Johannes Vehlow (1890–1958), Grabspruch: „Ein Leben für die königliche Wissenschaft“
- Ludwig Vordermayer (1868–1933), Bildhauer

Sankt-Matthias-Friedhof
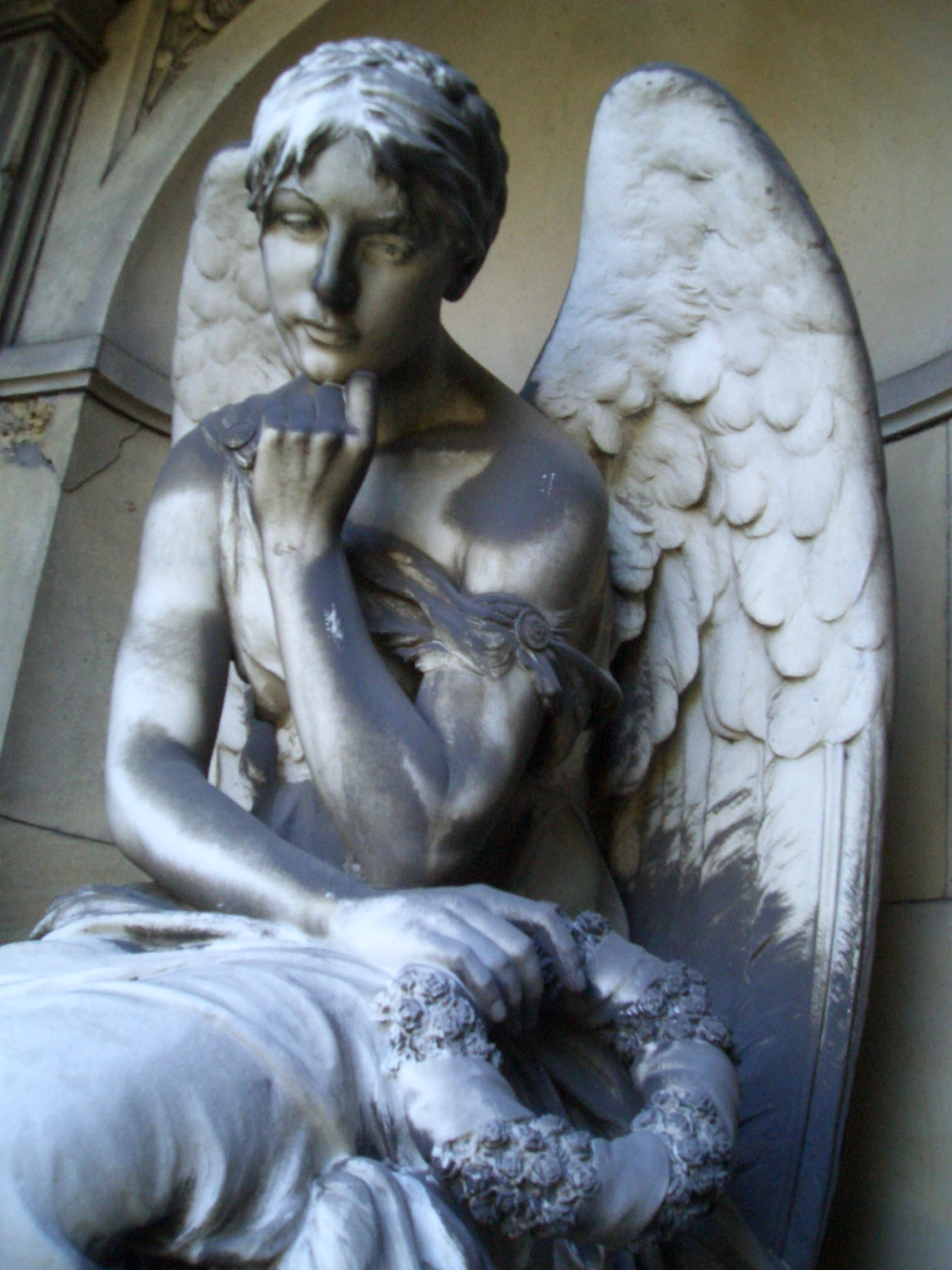
Engel von Martin Schauß für das Erbbegräbnis Scheck, signiert: „Martin Schauß Roma 1899“
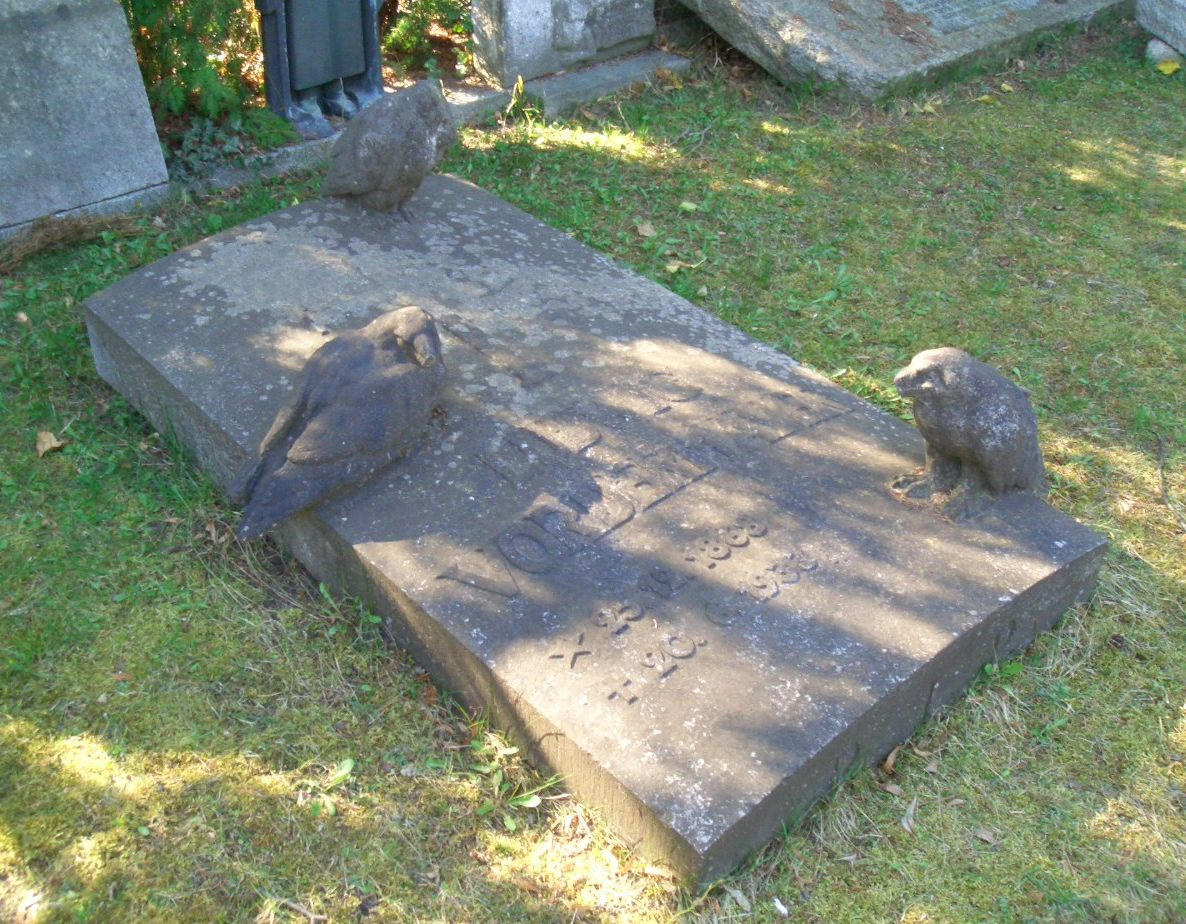
Grab des Bildhauers Ludwig Vordermayer
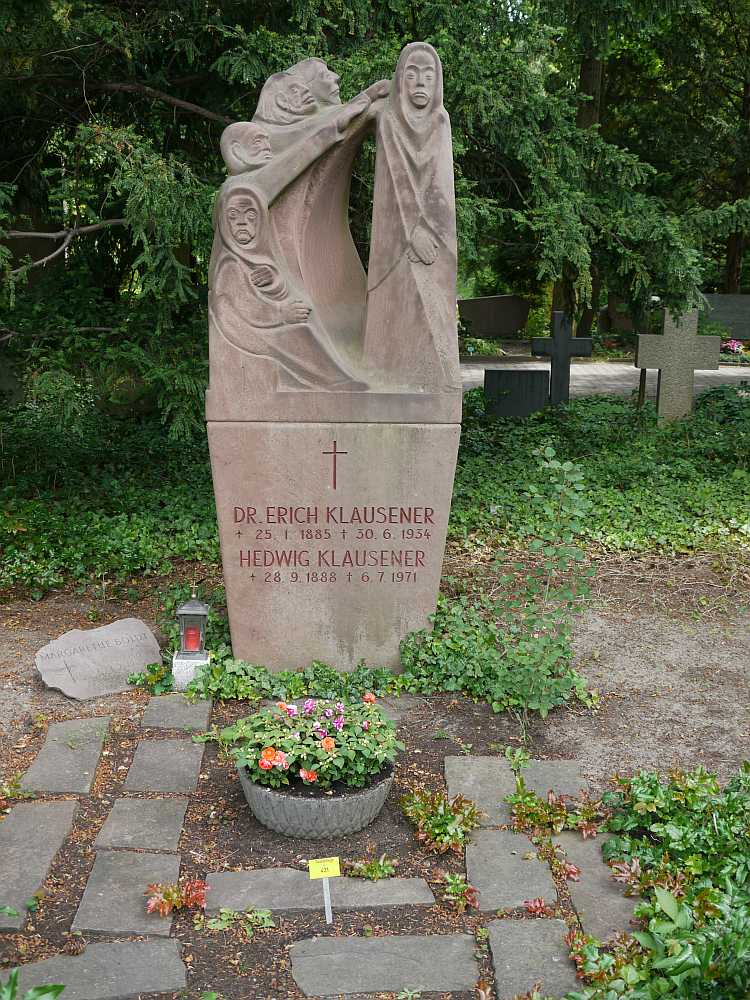
Gedenkstätte für Erich Klausener
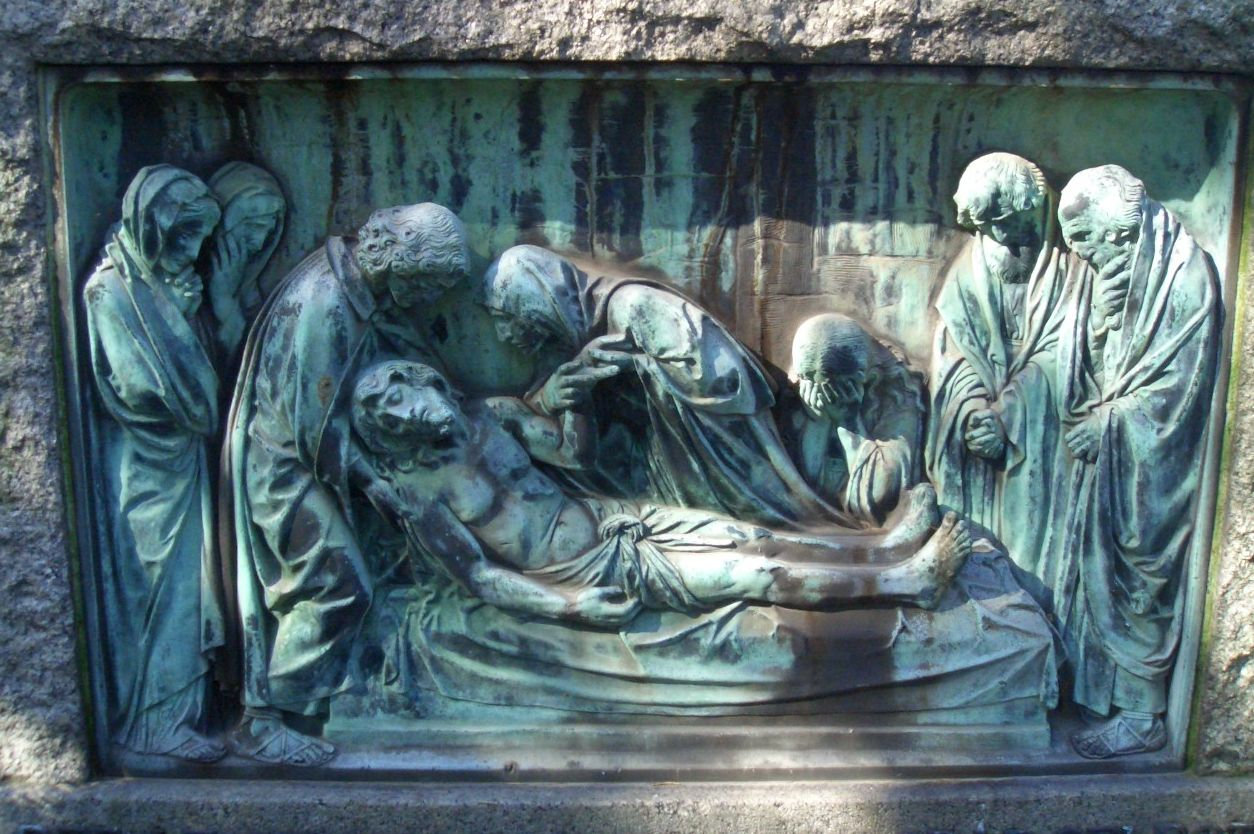
Wilhelm Haverkamp: XIV. Kreuzwegstation – Der Leichnam Jesu wird in das Grab gelegt, 1909
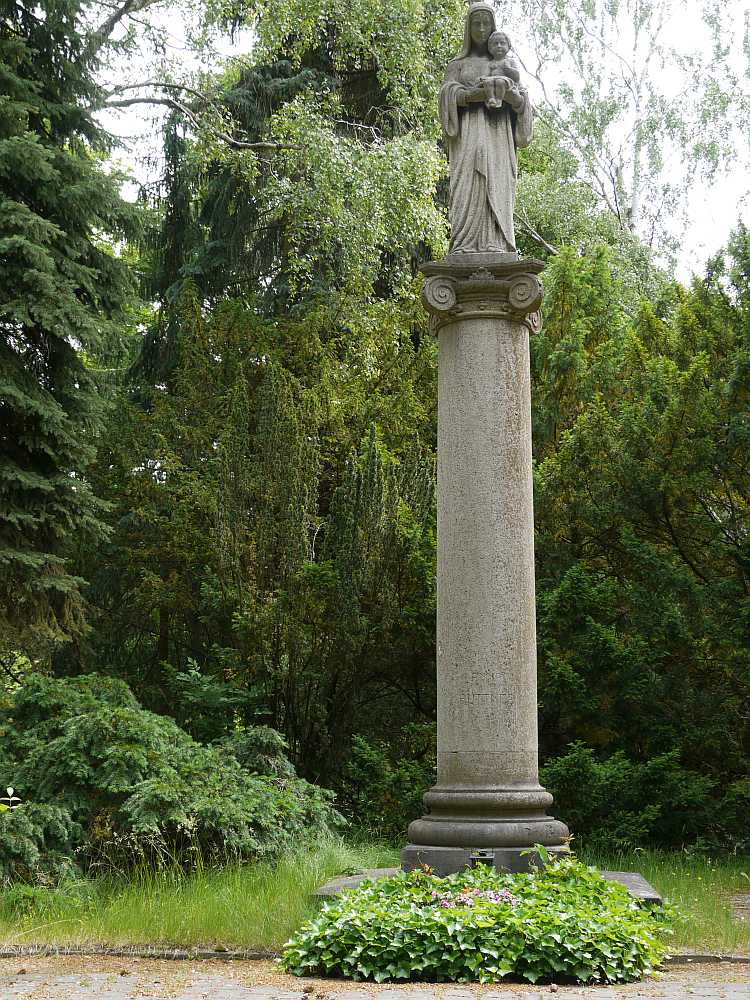
Mariensäule auf der Grabstätte von Anna Büttner auf dem Berg des Sankt-Matthias-Friedhofs
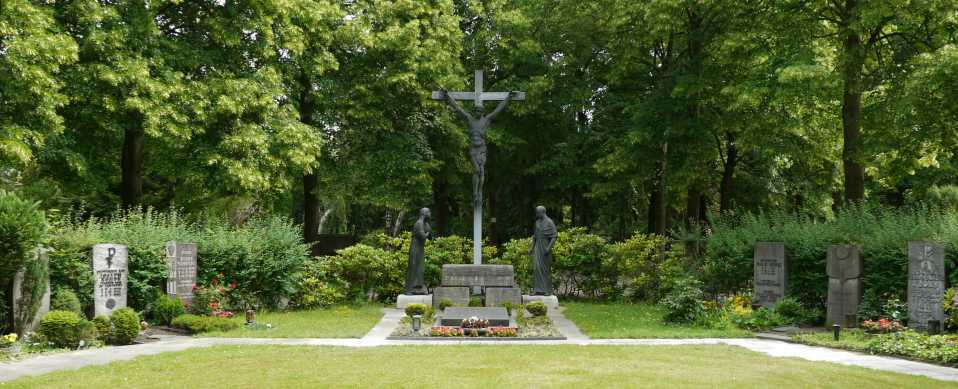
Platz auf dem Sankt-Matthias-Friedhof
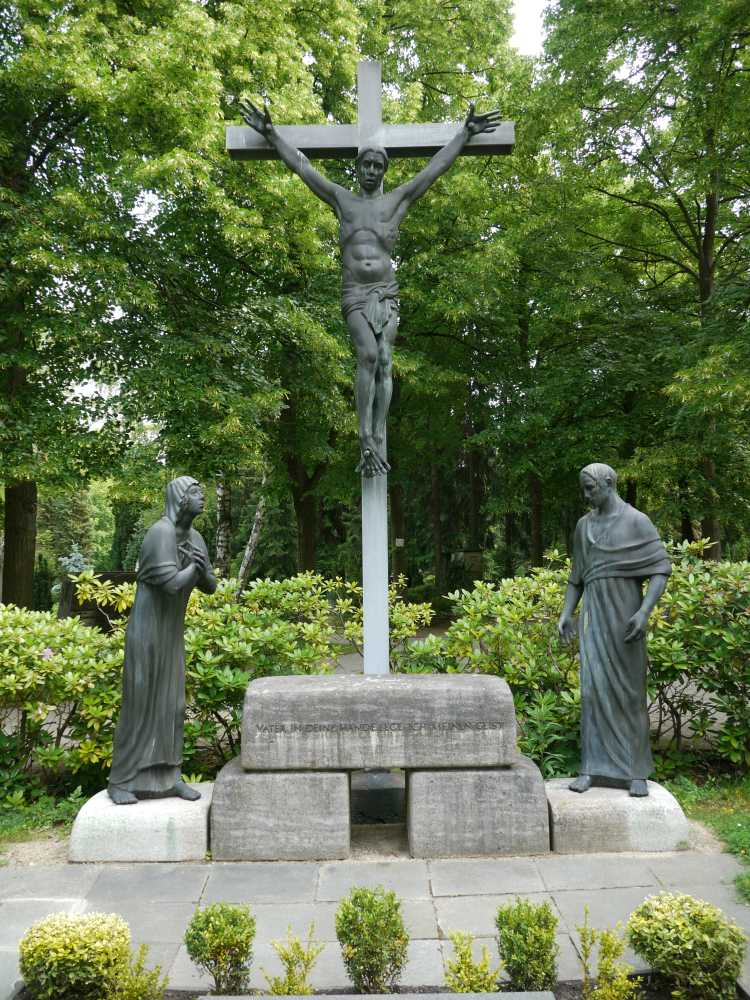
Kruzifix auf dem Sankt-Matthias-Friedhof

## Kriegsfolgen
Im Zweiten Weltkrieg war der Friedhof zwischen 1942 und 1945 stark umkämpft und von Schützengräben durchzogen.
Die 1927 geweihte Kirche Sankt Fidelis rechts neben dem Haupteingang wurde 1943 durch einen alliierten Luftangriff im Zweiten Weltkrieg zerstört und 1951 in veränderter Form wiedererrichtet.
Auf dem Friedhof befindet sich am Bereich ‚E‘ eine trauernde, weibliche Bronzestatue von 1942 mit anderthalb Metern Höhe, die bis 1995 an einer Grabstelle stand. Auf der Rückseite befindet sich in Herzhöhe ein Einschussloch, weil die Statue vermutlich für eine lebende Person gehalten worden war. 2008 wurde die Figur mit Blick auf die Kriegsgräber des Friedhofs neu aufgestellt. Eine Gedenktafel rechts neben der Statue erinnert daran.

Bronzestatue
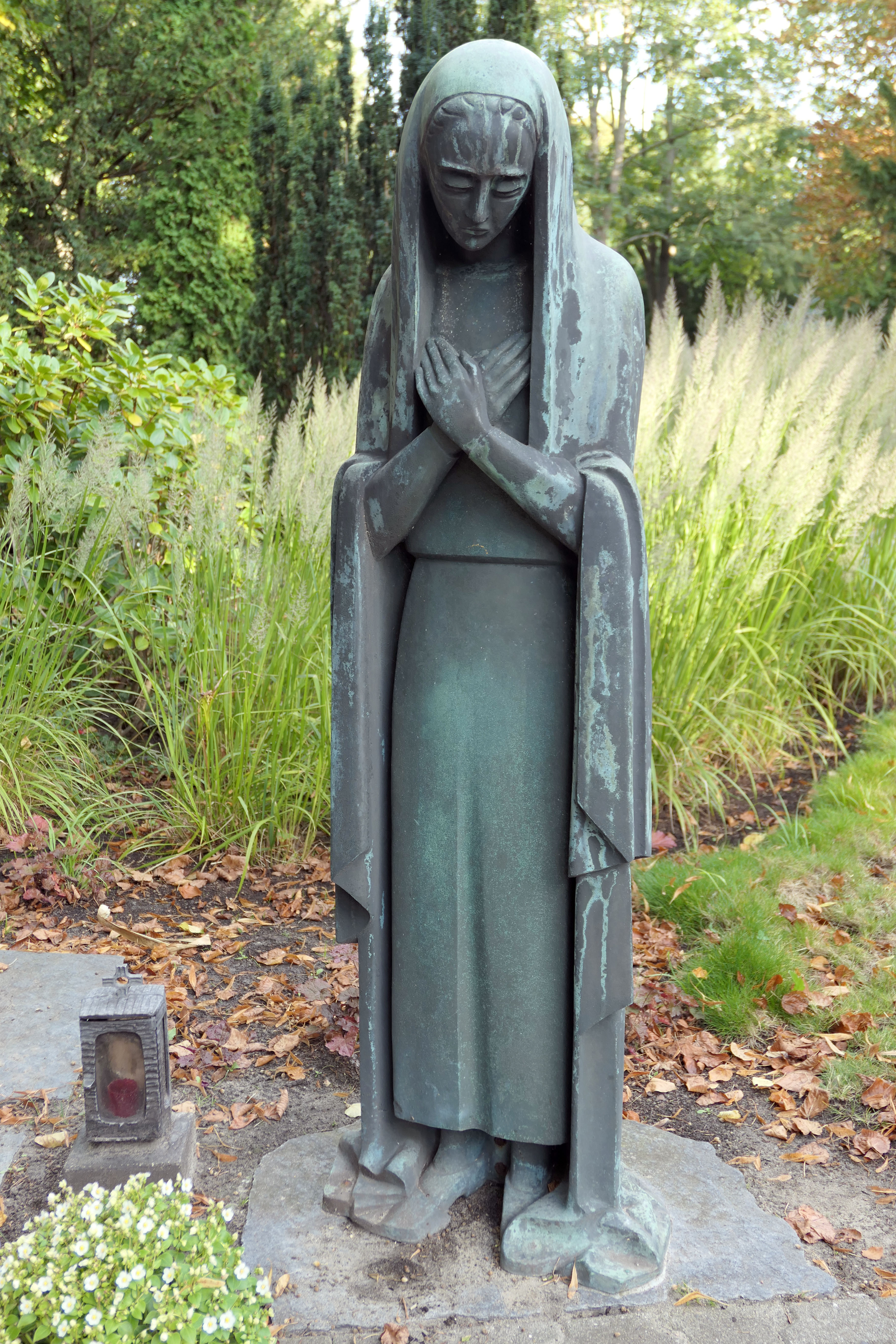
Trauernde, weibliche Bronzefigur
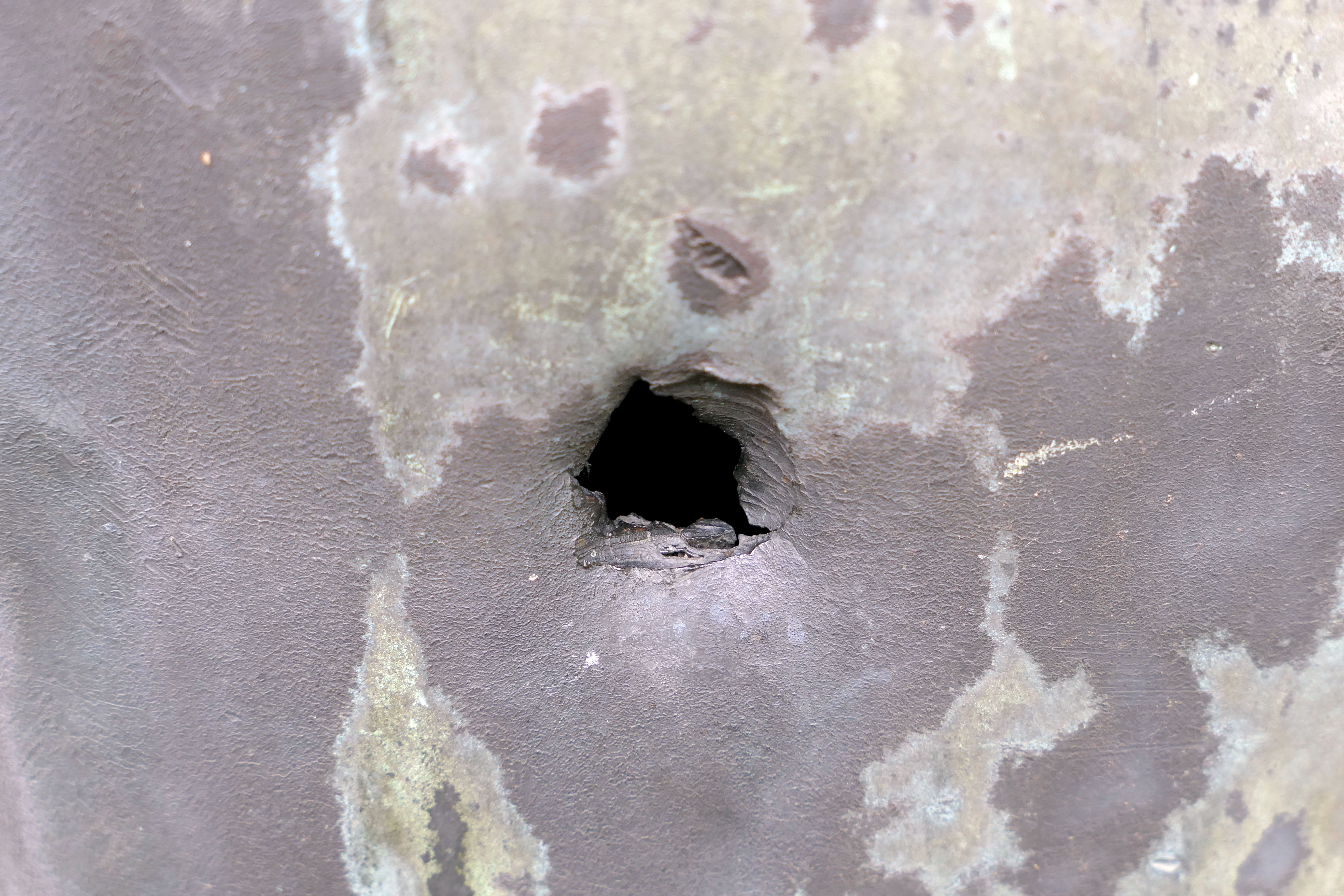
Einschussloch an der Rückseite der Bronzefigur
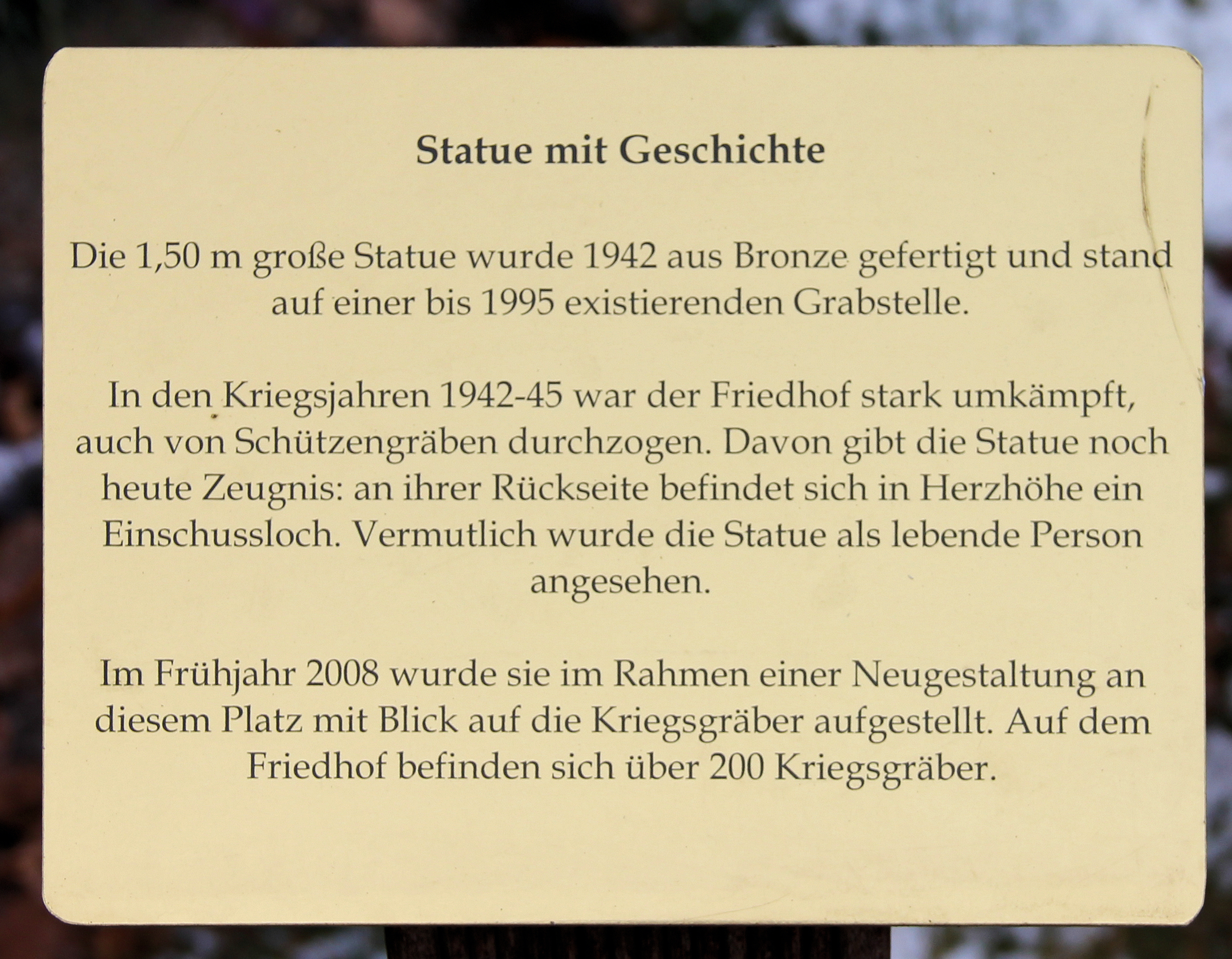
Gedenktafel an der Bronzestatue